# Onèsil
Onèsil (en grec antic: Ὀνήσιλος, llatí: Onesilus) fou un príncep i rei de Salamina de Xipre.
Era fill de Quersis, net de Sirom i besnet d'Eveltó. El seu germà Gorgos de Salamina, era rei i Onèsil el va pressionar per sortir de la sobirania persa, però no fou escoltat i finalment el va enderrocar i es va unir a la revolta jònia. Gorgos va fugir amb els perses (499 aC) i Onèsil es va proclamar rei i va aconseguir el suport dels altres petits principats de l'illa, excepte Amatunt.
Onèsil va assetjar Amatunt i els perses van enviar un exèrcit en ajuda de la ciutat, dirigit per Artibi. Onèsil va rebre suport dels jonis. El 498 aC es van lliurar dues batalles, una per mar i una per terra; en la primera els jonis van derrotar a la flota fenícia; però en la segona els perses van vèncer Onèsil i els seus aliats i el mateix rei va morir; el seu cap fou tallat pels habitants d'Amatunt i penjat a les muralles de ciutat.
Anys més tard un oracle va ordenar als habitants d'Amatunt de treure el cap i enterrar-lo i retre sacrificis a Onèsil com un heroi.